# Lenguas amazónicas

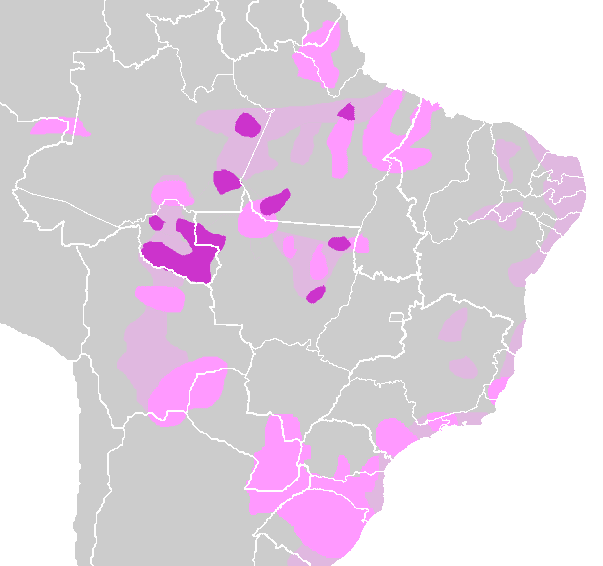
Las lenguas tupí son la familia de lenguas más extendida de toda la Amazonia.

Lenguas amazónicas es el término usado para referirse a las lenguas indígenas autóctonas de la Amazonia. Se trata de un conjunto heterogéneo de lenguas que pertenecen a familias distintas y no constituyen una unidad filogenética. Sin embargo, en el área existen ciertos rasgos tipológicos extendidos debido al contacto continuado entre lenguas de diferentes familias. Por esa razón algunos autores proponen hablar del área lingüística amazónica.

## Introducción

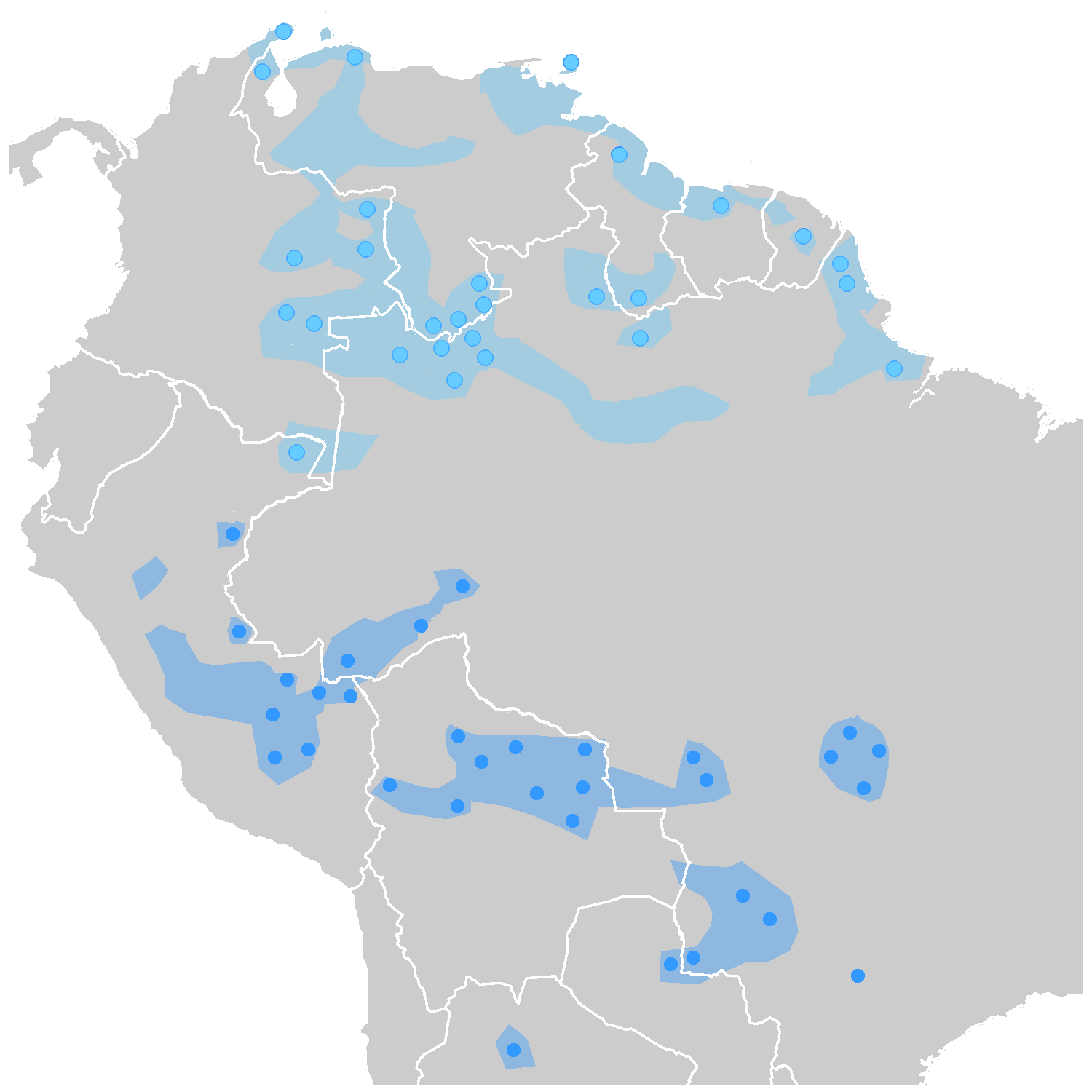
Las lenguas arawak de Sudamérica, la segunda familia de lenguas amazónicas más extendida: en azul claro las lenguas arawak septentrionales y en azul oscuro las lenguas arawak meridionales.

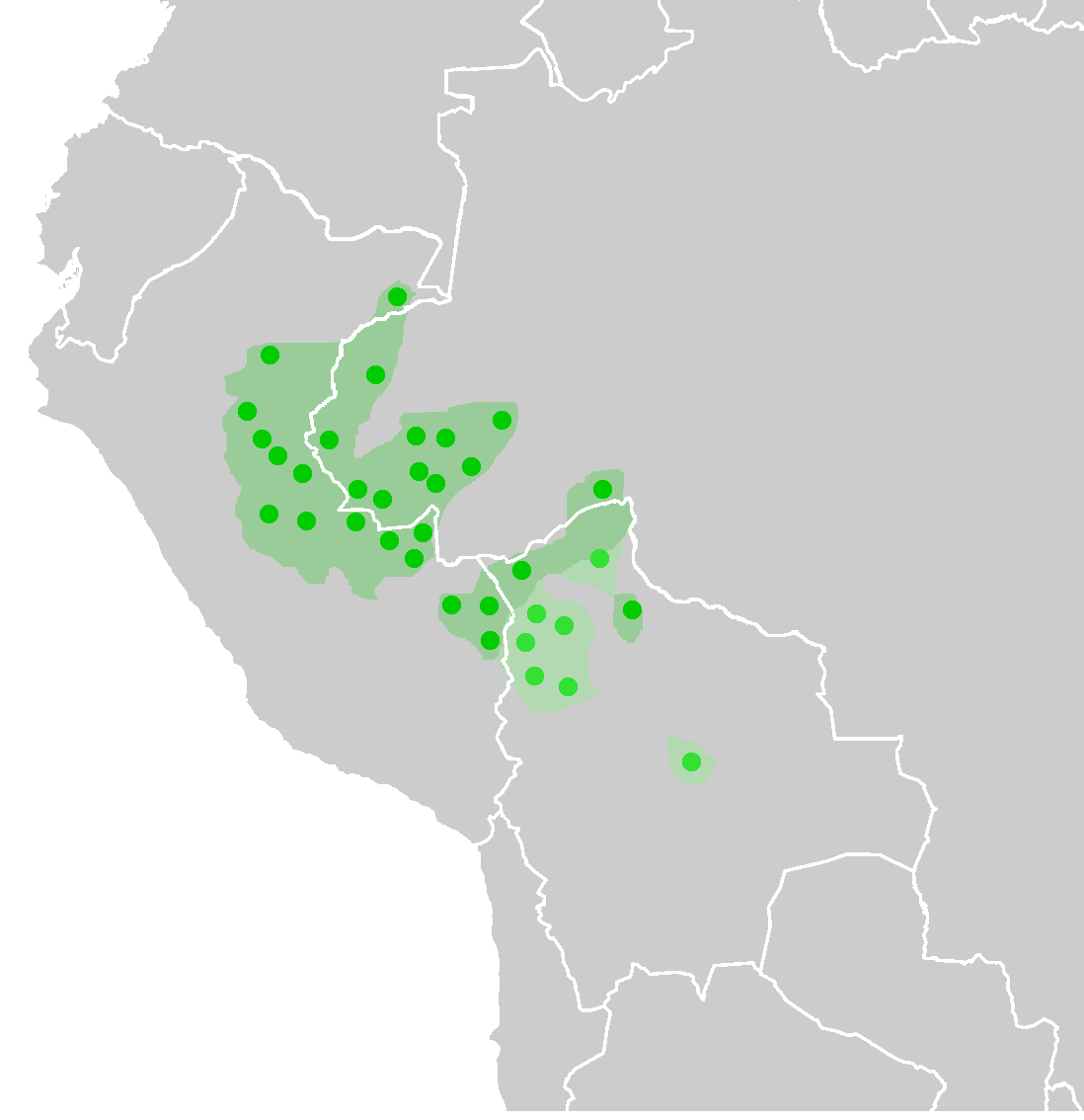
Lenguas pano-tacanas: pano (verde oscuro) y lenguas takana (verde claro), los puntos indican la localización documentada de las lenguas.

Desde el punto de vista cultural la selva amazónica es una de las regiones más diversas del planeta. En la cuenca amazónica se hablaban a finales del siglo XX unas 300 lenguas. Los pueblos autóctonos que hablan estas lenguas pertenecen a diferentes familias lingüísticas. El número de familias distintas ronda la veintena, y entre ellas no se ha probado una relación filogenética clara, lo cual sugiere que tanto la diversidad cultural como lingüística se remonta a milenios atrás. Esta diversidad pudo mantenerse, en parte, porque a diferencia de otras regiones donde desde antiguo existieron importantes imperios, en esta región no existieron sociedades estatales suficientemente duraderas como para tener un efecto nivelador en el plano cultural y lingüístico. Las grandes familias lingüísticas de la región son:
- Lenguas tupí, es la familia de lenguas autóctonas actualmente más extendida en la región, aunque parte de su expansión dentro de la región pudo darse en un período reciente.
- Lenguas ye o gê, tras las lenguas tupí es la familia más extendida en la región amazónica.
- Lenguas caribes, es una familia que se expandió probablemente desde la parte septentrional de la Amazonía, aunque existen miembros de esta familia lingüística en el centro de la Amazonía.
- Lenguas arawak, es una familia ubicada básicamente en la región circunamazónica propiamente dicha.
- Lenguas pano-tacanas, Amazonía suroccidental.
- Lenguas tucanas, en el curso alto del Amazonas y alto Vaupés.

Además de estas unidades filogenéticas de tipo lingüístico existen un número importante de pequeñas familias de lenguas que no han podido ser convenientemente relacionadas con estas y por tanto se consideran grupos independientes.
El multilingüismo era (y es) la norma entre los indios amazónicos.

## Historia de los pueblos amazónicos
La mayor parte de la cuenca del Amazonas y el Orinoco tierras altas  de pluviselva, rica en alimentos vegetales y animales. Los arqueólogos estiman que este territorio ha estado poblado al menos los últimos 12000 años. El poblamiento completo del área habría llevado solamente un par de milenios. La principal fuente de proteína es el pescado, suplementado con la caza de pecaris, tapires, roedores y monos. La domesticación de plantas, centrada inicialmente en la mandioca amarga, data de hace 5000 años. La expansión de la agricultura, en su versión de roza-y-quema, empezó en las laderas de los Andes orientales y se produjo a lo largo de los principales ríos. Los pueblos cazadores recolectores fueron relegados a las áreas más inaccesibles.
Cada grupo lingüístico tiende a compartir ciertas características relativas al tipo de territorio que ocupan, el modo de producción y el tipo de cultura material. Por ejemplo, prácticamente todos los grupos étnicos de las familias arawak, Caribe y tupí ocupan áreas de pluviselva, usan extensivamente la agricultura y manufacturan canoas, hamacas y cerámica. En cambio, los grupos étnicos de la familia Yê viven mayoritariamente en praderas, tienen poca agricultura y no manufacturan canoas, ni hamacas, ni cerámica. Sin embargo, cuentan con una organización social más compleja. Diseminados entre los pueblos agrícolas, en el corazón de la selva, quedan cazadores recolectores pertenecientes a familias lingüísticas menores, como los pueblos de la familia Makú, Mura-Pirahã y Guahibo, que serían los descendientes más o menos directos de los primeros cazadores recolectores.
Algunos grupos, especialmente los que tienen agricultura intensiva, han sido especialmente belicosos y propensos a atacar a sus vecinos. Aunque también existen relaciones simbióticas entre diferentes grupos: por ejemplo los tukanos, que son agricultores, comercian con los makú, que son cazadores-recolectores. Estos últimos proporcionan carne de animales de la selva y veneno obtenido del peces, y a cambio reciben harina de mandioca de las plantaciones tukanas y cerámica. Aun así los Makú son considerados "inferiores" por los tukano y no son considerados en el sistema de matrimonio interétnico en que participan los tukano con otros grupos étnicos.
Los europeos irrumpieron en la región en el siglo XVI, tomando un control rápido de las zonas costeras y los principales ríos, hasta donde eran navegables. La población autóctona se empezó a reducir drásticamente hacia 1900, se estima la población era solamente una décima de parte de la que habría existido hacia 1500 (estimada entre 2 y 5 millones). La mayor parte de esta mortandad fue involuntaria. Los invasores blancos trajeron con ellos varias enfermedades ante las cuales los autóctonos prácticamente no tenían inmunidad: sarampión, gripe y otros similares. Los europeos también esclavizaron a los indios amazónicos: existen testimonios de como los europeos navegaban desde la desembocadura del Amazonas río arriba, capturaban tribus enteras y los llevaban de nuevo río abajo hasta plantaciones donde debido a las durísimas condiciones de trabajo, morían a los pocos años. Los europeos debido a su superioridad armamentística tomaron casi cualquier pedazo de tierra que les interesó por la fuerza. Posteriormente las incursiones de colonos y europeos estuvieron motivadas por la posesión de recursos como el caucho o ciertos minerales, que frecuentemente iban precedidos de acciones violentas contra los indígenas amazónicos.
Muchas veces ante la extinción inminente del propio grupo étnico, varios grupos humanos se fusionaron. La población indígena a finales del siglo XX era de unos 400 000. De las 170 lenguas habladas en Brasil hacia 2000, 115 tenían menos de mil hablantes y solamente cuatro de estas lenguas superaban los diez mil hablantes (estando todas por debajo de los veinte mil hablantes). Para los otros países de la Amazonia son similares. La extensión de las carreteras al interior de la selva amazónica ha contribuido fuertemente a la asimilación cultural de los pueblos indígenas. Cada año las lenguas indígenas se usan menos y menos, y el español y el portugués más y más entre las personas de ascendencia indígena. Por lo que se prevé que en unos cien años solamente una pequeñísima fracción de las lenguas habladas actualmente tengan continuidad.

## Rasgos tipológicos comunes

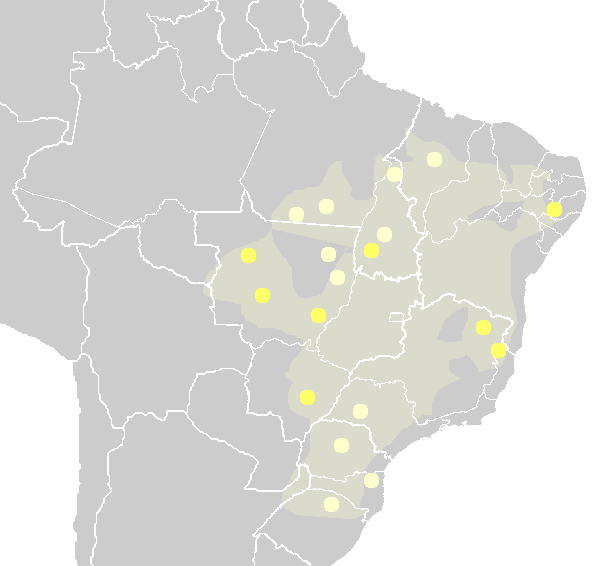
Lenguas macro-yê: Las lenguas yê propiamente dichas (amarillo claro) y otras lenguas macro-yê (amarillo oscuro) en la actualidad. El área sombreada indica aproximadamente el área probable de extensión en el pasado.

Al igual que ciertos rasgos culturales, el contacto prolongado entre las lenguas amazónicas ha difundido ciertos rasgos tipológicos entre estas lenguas. De hecho, dado el suficiente tiempo, las lenguas localizadas en una misma área geográfica llegan converger en ciertos aspectos a formas estructurales comunes, aunque pertenezcan históricamente a familias lingüísticas no relacionadas. Aunque debe tenerse en cuenta que este proceso de convergencia es en general bastante lento, los rasgos lingüísticos están sujetos a restricciones estructurales y por eso la difusión de rasgos es mucho más lenta y limitada que la de los rasgos culturales. Cuando en cierta región están presentes lenguas pertenecientes a diferentes familias que han desarrollado soluciones estructurales comunes se habla de que dicha zona es un área lingüística convergente o sprachbund. Un restricción que suele considerarse es que dichos rasgos lingüísticos compartidos no estén presentes en otras lenguas de la misma familia que estén situada fuera del área lingüística, no siendo por tanto atribuibles a factores ajenos al área. Entre las lenguas amazónicas se reconocen las siguientes características compartidas por la mayoría de lenguas de esa área:
(a) La mayoría de lenguas son polisintéticas y tienen marcaje de núcleo, además tienden a ser aglutinantes y existe muy poca fusión.
Fonología:
(b) Típicamente existe solamente una consonante líquida, que frecuentemente es una vibrante simple. Existen usualmente más africadas que fricativas. Es común la presencia de una vocal central cerrada /i/, y los sistemas vocálicos tienden a tener cinco elementos, típicamente: /i, e, a, i, o-u/ y además suele existir un contraste entre vocales orales y vocales nasales.
Morfosintaxis nominal:
(c) Muchas lenguas tienen un sistema amplio de clases nominales y/o género gramatical. La asignación de género, cuando existe, suele ser semánticamente transparente, y no se suele realizar mediante marcas morfológicas en el nombre que hace de núcleo de sintagma nominal.
(d) Existen muy pocos casos oblicuos, si existen raramente van más allá de un locativo o un instrumental/comitativo.
(e) La posesión (sea alineable o inalienable) se marca típicamente en el nombre poseído, no en el poseedor. El orden sintáctico más extendido es "poseedor+poseído", en una estructura del tipo "Juan su-canoa" (= "la canoa de Juan").
Concordancia:
(f) Típicamente solamente uno de los argumentos del verbo tiene concordancia con la forma verbal. Pueden existir diferentes paradigmas dependiendo de qué argumento concuerde en cada caso particular, ya que no siempre concuerda la misma clase de argumento.
(g) Las reglas por las cuales se selecciona el argumento verbal que debe concordar con el verbo pueden ser complejas (y depender por ejemplo de la clase semántica del verbo, el tipo de oración, etc). Frecuentemente los sistemas presentan ergatividad escindida y el tipo de argumento concordante sigue diferentes alineamientos morfosintácticos, siendo los alineamientos puramente nominativo-acusativos poco frecuentes.
(h) Las formas pronominales enclíticas que marcan el poseedor dentro de un SN suelen ser las mismas que se usan para marcar los argumentos verbales que concuerdan con el verbo. Es decir las marcas enclíticas de pronombre a veces son las típicas del agente y otras veces son las marcas típicas del paciente verbal.
Morfología verbal:
(i) La mayoría de lenguas, aunque no todas, usan prefijos, aunque existen menos posiciones prefijadas que sufijadas (es decir, en general existen cadenas de sufijos más largas, que las que son posibles con prefijos).
(j) En las lenguas en que son posibles cadenas largas de prefijos, los pronombres proclíticos aparecen más alejados de la raíz que los causativos o los aplicativos. (Las lenguas tucanas, sin embargo, solamente tienen sufijos, pero los sufijos clíticos aparecen tras los causativos).
(k) La mayoría de categorías verbales como el tiempo, aspecto, modo o los direccionales se expresan mediante sufijos opcionales.
Sintaxis:
(l) Las oraciones subordinadas frecuentemente se realizan mediante formas nominalizadas de los verbos (deverbativos), con el tipo de subordinación marcado en el verbo principal.
(m) Cuando existe incorporación nominal en el verbo, solamente los nombres que son obligatoriamente poseídos suelen ser incorporados, y suelen preceder a la raíz verbal.
(n) En muchas lenguas, los adverbios y las adposiciones pueden incorporarse al verbo, y en ese caso suelen ir detrás de la raíz verbal.
Léxico:
(o) Generalmente solamente existen una pequeña lista de numerales o formas léxicas para los números.
Por supuesto existen algunas familias que se apartan en algunos aspectos de las anteriores tendencias pan-amazónicas. Es interesante notar que estas características del área lingüística amazónica difieren notablemente de las características tipológicas del área lingüística andina.